# 小行星19860
小行星19860（19860 Anahtar）是一颗绕太阳运转的小行星，为主小行星带小行星。该小行星于2000年10月24日发现。

## 轨道参数
小行星19860的轨道半长轴为2.8571654 UA，离心率为0.137。